# Équipe de Russie féminine de water-polo
L'équipe de Russie de water-polo féminin est la sélection nationale représentant la Russie dans les compétitions internationales de water-polo féminin. 
La Russie remporte trois Championnats d'Europe consécutifs, en 2006, 2008 et 2010, avant de terminer quatrième en 2012.
La sélection est quatrième des Championnats du monde 2013.

## Palmarès

### Tableau des médailles
| Jeux olympiques - (2000 et 2016) | Championnats du monde - (2003, 2007, 2009, 2011) | Ligue mondiale - (2008) - (2005, 2013) - (2006, 2017, 2018, 2019, 2021) |

| Coupe du monde - (1997) - (2006) | Championnat d'Europe - (2006, 2008, 2010) - (1993, 1997) - (1999, 2001, 2003) |

## Performances dans les compétitions internationales

### Jeux olympiques
- 2000 :  Médaille de bronze
- 2004 : 5e place
- 2008 : 7e place
- 2012 : 6e place
- 2016 :  Médaille de bronze
- 2020 : 4e place
- 2024 : Non qualifiée